# Arthur V. Johnson
Arthur V. Johnson, nome completo Arthur Vaughen Johnson conosciuto anche semplicemente come Arthur Johnson (Cincinnati, 2 febbraio 1876 – Filadelfia, 17 gennaio 1916), è stato un attore e regista statunitense. Tra i pionieri del cinema muto, ha interpretato centinaia di cortometraggi e di film dell'epoca iniziando a lavorare per l'Edison Studios e in seguito per la Lubin Studios; gran parte della sua carriera si svolse alla Biograph.

## Biografia
Nato a Cincinnati nell'Ohio, Arthur Vaughen Johnson esordì nel cinema interpretando un cortometraggio diretto da Wallace McCutcheon e Edwin S. Porter negli studi di New York della Edison nel Bronx.

### Biograph
Quando McCutcheon passò alla Biograph, diventando il regista di punta della casa di New York, Johnson lo seguì. L'attore prenderà parte a decine di film alla Biograph sotto la direzione di David Wark Griffith che, nel 1908, sostituì McCutcheon, seriamente malato. Johnson ebbe il ruolo del padre nel famoso The Adventures of Dollie, il debutto nella regia di Griffith, mentre nel 1910, prese parte anche a In Old California, primo film che Griffith diresse a Hollywood. Alla Biograph, dove Johnson veniva considerato all'epoca l'attore preferito di Griffith, lavorò al fianco di star come Mary Pickford e Florence Lawrence.

### Lubin e fine carriera
Nel 1911 Johnson accettò l'offerta della Lubin Manufacturing Company a Filadelfia, che gli offrì la possibilità di recitare e di dirigere i suoi film. Dal 1912 al 1915 girò da regista 31 pellicole. La sua carriera cinematografica - che conta ben 322 film interpretati - venne interrotta da problemi di salute e Johnson si ritirò. Sposò l'attrice Florence Hackett, che recitò con lui nel film Power of the Cross, e morì a Filadelfia di tubercolosi il 17 gennaio 1916, poche settimane prima del suo 40º compleanno.

## Filmografia

### Attore

#### 1905
- The White Caps, regia di Wallace McCutcheon e Edwin S. Porter – cortometraggio (1905)

#### 1908
- The Adventures of Dollie, regia di David Wark Griffith e Billy Bitzer – cortometraggio (1908)
- The Fight for Freedom, regia di David Wark Griffith e Wallace McCutcheon Jr. – cortometraggio (1908)
- The Bandit's Waterloo, regia di David Wark Griffith – cortometraggio (1908)
- The Greaser's Gauntlet, regia di David Wark Griffith – cortometraggio (1908)
- Balked at the Altar, regia di David Wark Griffith – cortometraggio (1908)
- For a Wife's Honor, regia di David Wark Griffith – cortometraggio (1908)
- The Girl and the Outlaw, regia di David Wark Griffith – cortometraggio (1908)
- The Red Girl, regia di David Wark Griffith – cortometraggio (1908)
- Where the Breakers Roar, regia di David Wark Griffith – cortometraggio (1908)
- A Smoked Husband, regia di David Wark Griffith – cortometraggio (1908)
- The Devil, regia di David Wark Griffith – cortometraggio (1908)
- The Zulu's Heart, regia di David Wark Griffith – cortometraggio (1908)
- Ingomar, the Barbarian, regia di David Wark Griffith – cortometraggio (1908)
- The Vaquero's Vow, regia di David Wark Griffith – cortometraggio (1908)
- The Planter's Wife, regia di David Wark Griffith – cortometraggio (1908)
- Romance of a Jewess, regia di David Wark Griffith – cortometraggio (1908)
- The Call of the Wild, regia di David Wark Griffith – cortometraggio (1908)
- Concealing a Burglar, regia di David Wark Griffith – cortometraggio (1908)
- After Many Years, regia di David Wark Griffith – cortometraggio (1908)
- The Pirate's Gold, regia di David Wark Griffith – cortometraggio (1908)
- The Taming of the Shrew, regia di David Wark Griffith – cortometraggio (1908)
- The Guerrilla, regia di David Wark Griffith – cortometraggio (1908)
- The Song of the Shirt, regia di David Wark Griffith – cortometraggio (1908)
- The Ingrate, regia di David Wark Griffith – cortometraggio (1908)
- A Woman's Way, regia di David Wark Griffith – cortometraggio (1908)
- The Clubman and the Tramp, regia di David Wark Griffith – cortometraggio (1908)
- Money Mad, regia di David Wark Griffith – cortometraggio (1908)
- The Valet's Wife, regia di David Wark Griffith – cortometraggio (1908)
- The Feud and the Turkey, regia di David Wark Griffith – cortometraggio (1908)
- The Reckoning, regia di David Wark Griffith – cortometraggio (1908)
- The Test of Friendship, regia di David Wark Griffith – cortometraggio (1908)
- The Christmas Burglars, regia di David Wark Griffith – cortometraggio (1908)
- Mr. Jones at the Ball, regia di David Wark Griffith – cortometraggio (1908)
- The Helping Hand, regia di David Wark Griffith – cortometraggio (1908)

#### 1909
- One Touch of Nature, regia di David Wark Griffith – cortometraggio (1909)
- The Honor of Thieves, regia di David Wark Griffith – cortometraggio (1909)
- Love Finds a Way, regia di David Wark Griffith – cortometraggio (1909)
- The Sacrifice, regia di David Wark Griffith – cortometraggio (1909)
- The Criminal Hypnotist, regia di David Wark Griffith – cortometraggio (1909)
- The Fascinating Mrs. Francis, regia di David Wark Griffith – cortometraggio (1909)
- Mr. Jones Has a Card Party, regia di David Wark Griffith – cortometraggio (1909)
- Those Awful Hats, regia di David Wark Griffith – cortometraggio (1909)
- The Welcome Burglar, regia di David Wark Griffith – cortometraggio (1909)
- The Cord of Life, regia di David Wark Griffith – cortometraggio (1909)
- The Girls and Daddy, regia di David Wark Griffith – cortometraggio (1909)
- The Brahma Diamond, regia di David Wark Griffith – cortometraggio (1909)
- Edgar Allan Poe, regia di David Wark Griffith – cortometraggio (1909)
- A Wreath in Time, regia di David Wark Griffith – cortometraggio (1909)
- Tragic Love, regia di David Wark Griffith – cortometraggio (1909)
- The Curtain Pole, regia di David Wark Griffith – cortometraggio (1909)
- His Ward's Love, regia di David Wark Griffith – cortometraggio (1909)
- The Hindoo Dagger, regia di David Wark Griffith – cortometraggio (1909)
- The Politician's Love Story, regia di David Wark Griffith – cortometraggio (1909)
- The Golden Louis, regia di David Wark Griffith – cortometraggio (1909)
- At the Altar, regia di David Wark Griffith – cortometraggio (1909)
- The Prussian Spy, regia di David Wark Griffith – cortometraggio (1909)
- His Wife's Mother, regia di David Wark Griffith – cortometraggio (1909)
- A Fool's Revenge, regia di David Wark Griffith – cortometraggio (1909)
- The Wooden Leg, regia di David Wark Griffith – cortometraggio (1909)
- The Roue's Heart, regia di David Wark Griffith – cortometraggio (1909)
- The Salvation Army Lass, regia di David Wark Griffith – cortometraggio (1909)
- The Lure of the Gown, regia di David Wark Griffith – cortometraggio (1909)
- I Did It, regia di David Wark Griffith – cortometraggio (1909)
- The Voice of the Violin, regia di David Wark Griffith – cortometraggio (1909)
- The Deception, regia di David Wark Griffith – cortometraggio (1909)
- And a Little Child Shall Lead Them, regia di David Wark Griffith – cortometraggio (1909)
- A Burglar's Mistake, regia di David Wark Griffith – cortometraggio (1909)
- A Drunkard's Reformation, regia di David Wark Griffith – cortometraggio (1909)
- Trying to Get Arrested, regia di David Wark Griffith – cortometraggio (1909)
- The Road to the Heart, regia di David Wark Griffith – cortometraggio (1909)
- Schneider's Anti-Noise Crusade, regia di David Wark Griffith – cortometraggio (1909)
- A Rude Hostess, regia di David Wark Griffith – cortometraggio (1909)
- The Winning Coat, regia di David Wark Griffith – cortometraggio (1909)
- A Sound Sleeper, regia di David Wark Griffith – cortometraggio (1909)
- Confidence, regia di David Wark Griffith – cortometraggio (1909)
- Lady Helen's Escapade, regia di David Wark Griffith – cortometraggio (1909)
- A Troublesome Satchel, regia di David Wark Griffith – cortometraggio (1909)
- The Drive for a Life, regia di David Wark Griffith – cortometraggio (1909)
- Twin Brothers, regia di David Wark Griffith – cortometraggio (1909)
- Lucky Jim, regia di David Wark Griffith – cortometraggio (1909)
- Tis an Ill Wind That Blows No Good, regia di David Wark Griffith – cortometraggio (1909)
- The Suicide Club, regia di David Wark Griffith – cortometraggio (1909)
- The Note in the Shoe, regia di David Wark Griffith – cortometraggio (1909)
- The French Duel, regia di David Wark Griffith – cortometraggio (1909)
- A Baby's Shoe, regia di David Wark Griffith – cortometraggio (1909)
- The Jilt, regia di David Wark Griffith – cortometraggio (1909)
- Resurrection, regia di David Wark Griffith – cortometraggio (1909)
- Two Memories, regia di David Wark Griffith – cortometraggio (1909)
- Eloping with Auntie, regia di David Wark Griffith – cortometraggio (1909)
- The Cricket on the Hearth, regia di David Wark Griffith – cortometraggio (1909)
- His Duty, regia di David Wark Griffith – cortometraggio (1909)
- Eradicating Aunty, regia di David Wark Griffith – cortometraggio (1909)
- What Drink Did, regia di David Wark Griffith – cortometraggio (1909)
- The Violin Maker of Cremona, regia di David Wark Griffith – cortometraggio (1909)
- The Lonely Villa, regia di David Wark Griffith – cortometraggio (1909)
- A New Trick, regia di David Wark Griffith – cortometraggio (1909)
- The Son's Return, regia di David Wark Griffith – cortometraggio (1909)
- Her First Biscuits, regia di David Wark Griffith – cortometraggio (1909)
- Was Justice Served?, regia di David Wark Griffith – cortometraggio (1909)
- The Peachbasket Hat, regia di David Wark Griffith – cortometraggio (1909)
- The Way of Man, regia di David Wark Griffith – cortometraggio (1909)
- The Necklace, regia di David Wark Griffith – cortometraggio (1909)
- The Message, regia di David Wark Griffith – cortometraggio (1909)
- The Cardinal's Conspiracy, regia di David Wark Griffith – cortometraggio (1909)
- Tender Hearts, regia di David Wark Griffith – cortometraggio (1909)
- The Renunciation, regia di David Wark Griffith – cortometraggio (1909)
- Jealousy and the Man, regia di David Wark Griffith – cortometraggio (1909)
- A Convict's Sacrifice, regia di David Wark Griffith – cortometraggio (1909)
- The Slave, regia di David Wark Griffith – cortometraggio (1909)
- A Strange Meeting, regia di David Wark Griffith – cortometraggio (1909)
- The Mended Lute, regia di David Wark Griffith – cortometraggio (1909)
- They Would Elope, regia di David Wark Griffith – cortometraggio (1909)
- Mr. Jones' Burglar, regia di David Wark Griffith – cortometraggio (1909)
- The Better Way, regia di David Wark Griffith – cortometraggio (1909)
- With Her Card, regia di David Wark Griffith – cortometraggio (1909)
- The Indian Runner's Romance, regia di David Wark Griffith – cortometraggio (1909)
- The Seventh Day, regia di David Wark Griffith – cortometraggio (1909)
- The Mills of the Gods, regia di David Wark Griffith – cortometraggio (1909)
- Pranks, regia di David Wark Griffith – cortometraggio (1909)
- The Sealed Room, regia di David Wark Griffith – cortometraggio (1909)
- The Little Darling, regia di David Wark Griffith – cortometraggio (1909)
- The Hessian Renegades, regia di David Wark Griffith – cortometraggio (1909)
- Comata, the Sioux, regia di David Wark Griffith – cortometraggio (1909)
- Getting Even, regia di David Wark Griffith – cortometraggio (1909)
- The Broken Locket, regia di David Wark Griffith – cortometraggio (1909)
- A Fair Exchange, regia di David Wark Griffith – cortometraggio (1909)
- Leather Stocking, regia di David Wark Griffith – cortometraggio (1909)
- The Awakening, regia di David Wark Griffith – cortometraggio (1909)
- Pippa Passes or Pippa Passes; or, The Song of Conscience, regia di David Wark Griffith – cortometraggio (1909)
- The Little Teacher, regia di David Wark Griffith – cortometraggio (1909)
- A Change of Heart, regia di David Wark Griffith – cortometraggio (1909)
- The Expiation, regia di David Wark Griffith – cortometraggio (1909)
- Lines of White on a Sullen Sea, regia di David Wark Griffith – cortometraggio (1909)
- The Gibson Goddess, regia di David Wark Griffith – cortometraggio (1909)
- Nursing a Viper, regia di David Wark Griffith – cortometraggio (1909)
- The Light That Came, regia di David Wark Griffith – cortometraggio (1909)
- Two Women and a Man, regia di David Wark Griffith – cortometraggio (1909)
- A Sweet Revenge, regia di David Wark Griffith – cortometraggio (1909)
- A Midnight Adventure, regia di David Wark Griffith – cortometraggio (1909)
- The Mountaineer's Honor, regia di David Wark Griffith – cortometraggio (1909)
- The Trick That Failed, regia di David Wark Griffith – cortometraggio (1909)
- In the Window Recess, regia di David Wark Griffith – cortometraggio (1909)
- The Death Disc: A Story of the Cromwellian Period, regia di David Wark Griffith – cortometraggio (1909)
- Through the Breakers, regia di David Wark Griffith – cortometraggio (1909)
- The Red Man's View, regia di David Wark Griffith – cortometraggio (1909)
- A Corner in Wheat, regia di David Wark Griffith – cortometraggio (1909)
- The Test, regia di David Wark Griffith – cortometraggio (1909)
- To Save Her Soul, regia di David Wark Griffith – cortometraggio (1909)
- The Day After, regia di David Wark Griffith – cortometraggio (1909)
- The Heart of an Outlaw, regia di David Wark Griffith – cortometraggio (1909)

#### 1910
- All on Account of the Milk, regia di Frank Powell – cortometraggio (1910)
- The Cloister's Touch, regia di David Wark Griffith – cortometraggio (1910)
- Taming a Husband, regia di David Wark Griffith – cortometraggio (1910)
- The Final Settlement, regia di David Wark Griffith – cortometraggio (1910)
- The Newlyweds, regia di David Wark Griffith – cortometraggio (1910)
- The Thread of Destiny, regia di David Wark Griffith – cortometraggio (1910)
- In Old California, regia di David Wark Griffith – cortometraggio (1910)
- The Converts, regia di David Wark Griffith – cortometraggio (1910)
- The Love of Lady Irma, regia di Frank Powell – cortometraggio (1910)
- Faithful, regia di David Wark Griffith – cortometraggio (1910)
- The Twisted Trail, regia di David Wark Griffith – cortometraggio (1910)
- His Last Dollar, regia di David Wark Griffith – cortometraggio (1910)
- The Two Brothers, regia di David Wark Griffith – cortometraggio (1910)
- A Romance of the Western Hills, regia di David Wark Griffith – cortometraggio (1910)
- The Tenderfoot's Triumph, regia di Frank Powell – cortometraggio (1910)
- The Gold Seekers, regia di David Wark Griffith – cortometraggio (1910)
- The Unchanging Sea, regia di David Wark Griffith – cortometraggio (1910)
- Love Among the Roses, regia di David Wark Griffith – cortometraggio (1910)
- Over Silent Paths, regia di David Wark Griffith (1910)
- An Affair of Hearts, regia di David Wark Griffith, Frank Powell – cortometraggio (1910)
- The Impalement, regia di David Wark Griffith – cortometraggio (1910)
- The Face at the Window – cortometraggio (1910)
- As the Bells Rang Out!, regia di David Wark Griffith – cortometraggio (1910)
- Unexpected Help, regia di David Wark Griffith – cortometraggio (1910)
- The Usurer, regia di David Wark Griffith – cortometraggio (1910)
- Little Angels of Luck, regia di David Wark Griffith – cortometraggio (1910)
- The Oath and the Man, regia di David Wark Griffith – cortometraggio (1910)
- Rose O'Salem Town, regia di David Wark Griffith – cortometraggio (1910)
- The Gray of the Dawn, regia di Eugene Sanger – cortometraggio (1910)
- The Proposal, regia di Frank Powell – cortometraggio (1910)
- The Passing of a Grouch, regia di Frank Powell – cortometraggio (1910)
- The Armorer's Daughter – cortometraggio (1910)
- Where Sea and Shore Doth Meet – cortometraggio (1910)
- A Plain Song, regia di David Wark Griffith – cortometraggio (1910)
- The Refuge – cortometraggio (1910)

#### 1912
- A Village Romance, regia di Harry Solter (1912)
- A Surgeon's Heroism, regia di Harry Solter (1912)
- Her Uncle's Consent (1912)
- The Physician's Honor (1912)
- A Cure for Jealousy (1912)
- The Antique Ring (1912)
- Gingerbread Cupid
- A Matter of Business (1912)
- My Princess
- Iola's Promise, regia di David W. Griffith – cortometraggio (1912)
- The Preacher and the Gossip
- The Root of Evil, regia di David Wark Griffith (1912)
- A College Girl (1912)
- The Sacrifice (1912)
- Shall Never Hunger (1912)
- Mother – cortometraggio (1912)
- In After Years (1912)
- A Leap Year Lottery Prize (1912)
- The Return of John Gray – cortometraggio (1912)
- The Violin's Message (1912)
- The Wooden Bowl (1912)
- A Husband's Awakening
- Her Gift (1912)
- The New Physician
- The Spoiled Child (1912)
- The Stolen Ring (1912)
- Honor Thy Father (1912)
- The Missing Finger (1912)
- A Little Family Affair
- A Child's Devotion (1912)
- The Amateur Iceman (1912)
- The Sporting Editor
- The Heavenly Voice (1912)
- The Substitute Heiress
- The Country School Teacher (1912)
- The Stolen Symphony
- The Samaritan of Coogan's Tenement
- Two Boys

#### 1913
- John Arthur's Trust (1913)
- The Artist's Romance, regia di Arthur V. Johnson (1913)
- A Timely Rescue, regia di Arthur V. Johnson (1913)
- The Insurance Agent, regia di Arthur V. Johnson (1913)
- Annie Rowley's Fortune (1913)
- Doctor Maxwell's Experiment, regia di Arthur V. Johnson (1913)
- When John Brought Home His Wife (1913)
- Friend John
- The Gift of the Storm, regia di Arthur V. Johnson (1913)
- The Burden Bearer, regia di Arthur V. Johnson (1913)
- The Pawned Bracelet, regia di Arthur V. Johnson (1913)
- The Power of the Cross, regia di Arthur V. Johnson (1913)
- The School Principal (1913)
- The District Attorney's Conscience, regia di Arthur V. Johnson (1913)
- A Jealous Husband
- His Niece from Ireland (1913)
- His Better Self, regia di Arthur V. Johnson (1913)
- The Benefactor (1913)
- Her Husband's Wife, regia di Arthur V. Johnson (1913)
- The Road to the Dawn
- The Higher Law, regia di Romaine Fielding (1913)
- When the Heart Changes
- A Leader of Men
- The Endless Night
- From Out the Flood (1913)
- The Sea Eternal
- Just Cissy's Little Way (1913)
- The Voice of Angelo (1913)
- The Parasite, regia di Arthur V. Johnson (1913)

#### 1914
- The Blinded Heart, regia di Arthur V. Johnson – cortometraggio (1914)
- A Man's Faith – cortometraggio (1914)
- Lord Algy (1914)
- The Inventor's Wife (1914)
- Behind the Footlights (1914)
- Kiss Me Good Night (1914)
- The Shadow of Tragedy
- The Question and Answer Man (1914)
- The Man with a Future
- The Beloved Adventurer (1914)

#### 1915
- Comrade Kitty – cortometraggio (1915)
- The Belated Honeymoon – cortometraggio (1915)
- When Father Interfered – cortometraggio (1915)
- Her Martyrdom, regia di Arthur V. Johnson – cortometraggio (1915)
- Poet and Peasant, regia di Arthur V. Johnson – cortometraggio (1915)
- Socially Ambitious
- Winning Winsome Winnie (1915)
- On the Road to Reno (1915)
- Mother of Pearl (1915)
- Who Violates the Law (1915)
- The Cornet, regia di Arthur V. Johnson – cortometraggio (1915)
- The Life Line, regia di Arthur V. Johnson – cortometraggio (1915)
- An Hour of Freedom (1915)
- Country Blood (1915)
- The Last Rose (1915)

### Regista
- The Stolen Symphony
- Two Boys
- John Arthur's Trust
- The Artist's Romance – cortometraggio (1913)
- A Timely Rescue – cortometraggio (1913)
- The Insurance Agent – cortometraggio (1913)
- Annie Rowley's Fortune
- Doctor Maxwell's Experiment – cortometraggio (1913)
- When John Brought Home His Wife – cortometraggio (1913)
- Friend John
- The Gift of the Storm – cortometraggio (1913)
- The Burden Bearer – cortometraggio (1913)
- The Pawned Bracelet – cortometraggio (1913)
- The Power of the Cross – cortometraggio (1913)
- The School Principal
- The District Attorney's Conscience (1913)
- A Jealous Husband
- His Niece from Ireland
- His Better Self (1913)
- The Benefactor
- Her Husband's Wife (1913)
- The Sea Eternal
- The Parasite (1913)
- The Blinded Heart – cortometraggio (1914)
- The Shadow of Tragedy
- The Question and Answer Man
- The Beloved Adventurer (1914)
- Her Martyrdom – cortometraggio (1915)
- Poet and Peasant (1913)
- Socially Ambitious
- Who Violates the Law
- The Cornet – cortometraggio (1915)
- The Life Line – cortometraggio (1915)
- An Hour of Freedom
- Country Blood
- The Last Rose

### Sceneggiatore
- The Power of the Cross, regia di Arthur V. Johnson (1913)

#### Film o documentari dove appare Arthur V. Johnson
- Flicker Flashbacks No. 5, Series 5
- Long Time No See (1954)
- Proposta in quattro parti
- Prohibition: Thirteen Years That Changed America
- Spisok korabley